# Urophyllum memecyloides
Urophyllum memecyloides är en måreväxtart som först beskrevs av Karel Presl, och fick sitt nu gällande namn av António José Rodrigo Vidal. Urophyllum memecyloides ingår i släktet Urophyllum och familjen måreväxter.
Artens utbredningsområde är Filippinerna. Inga underarter finns listade i Catalogue of Life.